# Нитрофенилдиэтиламинопентилбензамид
Нитрофенилдиэтиламинопентилбензамид — лекарство для лечения аритмии. Называется также «нибентан».

## Латинское название
- Nitrophenyldiaethylaminopentilbenzamidum (род. Nitrophenyldiaethylaminopentilbenzamidi)

## Химическое название
- (К8)-4-Нитро-М-[1-фенил-5-(диэтиламино)пентил]бензамида гидрохлорид

## Показания к применению
- I47.1 Наджелудочковая тахикардия
- I48 Фибрилляция предсердий и трепетание предсердий

## Меры предосторожности
Введение препарата проводят в палатах интенсивного наблюдения под мониторным контролем ЭКГ на протяжении 12–24 ч. Необходимо регистрировать ЭКГ в 12 отведениях непосредственно перед введением препарата и затем для контроля эффективности лечения, возможности проявления аритмогенного эффекта и его своевременной коррекции.

## Интересные факты
- Индекс Вышковского -0,001